# Chris Mueller
Christopher Mueller (Schaumburg, 29 agosto 1996) è un calciatore statunitense, centrocampista del Chicago Fire.

## Caratteristiche tecniche
È un centrocampista offensivo.

## Carriera
Ha esordito in MLS il 4 marzo 2018 con la maglia dell'Orlando City disputando il match pareggiato 1-1 contro il D.C. United.

## Statistiche

### Presenze e reti nei club
Statistiche aggiornate al 20 ottobre 2024.
| Stagione            | Squadra             | Campionato          | Campionato | Campionato | Coppe nazionali | Coppe nazionali | Coppe nazionali | Coppe continentali | Coppe continentali | Coppe continentali | Altre coppe | Altre coppe | Altre coppe | Totale | Totale | Totale |
| Stagione            | Squadra             | Comp                | Pres       | Reti       | Comp            | Pres            | Reti            | Comp               | Pres               | Reti               | Comp        | Pres        | Reti        | Pres   | Reti   |        |
| ------------------- | ------------------- | ------------------- | ---------- | ---------- | --------------- | --------------- | --------------- | ------------------ | ------------------ | ------------------ | ----------- | ----------- | ----------- | ------ | ------ | ------ |
| 2018                | Orlando City        | MLS                 | 32         | 3          | USOC            | 2               | 0               | -                  | -                  | -                  | -           | -           | -           | 34     | 3      |        |
| 2019                | Orlando City        | MLS                 | 29         | 5          | USOC            | 4               | 1               | -                  | -                  | -                  | -           | -           | -           | 33     | 6      |        |
| 2020                | Orlando City        | MLS                 | 19+2       | 7          |                 | -               | -               | -                  | -                  | -                  | MiB         | 7           | 3           | 26     | 10     |        |
| 2021                | Orlando City        | MLS                 | 29+1       | 3+0        |                 | -               | -               |                    | -                  | -                  | LC          | 1           | 0           | 31     | 3      |        |
| Totale Orlando City | Totale Orlando City | Totale Orlando City | 109+3      | 18+0       |                 | 6               | 1               |                    | -                  | -                  |             | 8           | 3           | 126    | 22     |        |
| gen.-giu. 2022      | Hibernian           | SP                  | 11         | 0          | CS              | 4               | 1               |                    | -                  | -                  |             | -           | -           | 15     | 1      |        |
| giu.-nov. 2022      | Chicago Fire        | MLS                 | 24         | 4          |                 | -               | -               |                    | -                  | -                  |             | -           | -           | 24     | 4      |        |
| 2023                | Chicago Fire        | MLS                 | 10         | 2          | USOC            | 1               | 0               |                    | -                  | -                  | LC          | 0           | 0           | 11     | 2      |        |
| 2024                | Chicago Fire        | MLS                 | 27         | 0          |                 | -               | -               |                    | -                  | -                  | LC          | 0           | 0           | 27     | 0      |        |
| Totale Chicago Fire | Totale Chicago Fire | Totale Chicago Fire | 61         | 6          |                 | 1               | 0               |                    | -                  | -                  |             | 0           | 0           | 62     | 6      |        |
| Totale carriera     | Totale carriera     | Totale carriera     | 184        | 24         |                 | 11              | 2               |                    | -                  | -                  |             | 8           | 3           | 202    | 29     |        |

### Cronologia presenze e reti in nazionale
| Cronologia completa delle presenze e delle reti in nazionale ― Stati Uniti | Cronologia completa delle presenze e delle reti in nazionale ― Stati Uniti | Cronologia completa delle presenze e delle reti in nazionale ― Stati Uniti | Cronologia completa delle presenze e delle reti in nazionale ― Stati Uniti | Cronologia completa delle presenze e delle reti in nazionale ― Stati Uniti | Cronologia completa delle presenze e delle reti in nazionale ― Stati Uniti | Cronologia completa delle presenze e delle reti in nazionale ― Stati Uniti | Cronologia completa delle presenze e delle reti in nazionale ― Stati Uniti |
| Data                                                                       | Città                                                                      | In casa                                                                    | Risultato                                                                  | Ospiti                                                                     | Competizione                                                               | Reti                                                                       | Note                                                                       |
| -------------------------------------------------------------------------- | -------------------------------------------------------------------------- | -------------------------------------------------------------------------- | -------------------------------------------------------------------------- | -------------------------------------------------------------------------- | -------------------------------------------------------------------------- | -------------------------------------------------------------------------- | -------------------------------------------------------------------------- |
| 9-12-2020                                                                  | Fort Lauderdale                                                            | Stati Uniti                                                                | 6 – 0                                                                      | El Salvador                                                                | Amichevole                                                                 | 2                                                                          |                                                                            |
| 31-1-2021                                                                  | Orlando                                                                    | Stati Uniti                                                                | 7 – 0                                                                      | Trinidad e Tobago                                                          | Amichevole                                                                 | -                                                                          | 64’                                                                        |
| Totale                                                                     |                                                                            | Presenze                                                                   | 2                                                                          |                                                                            | Reti                                                                       | 2                                                                          |                                                                            |